# Кубок Косова з футболу
Ку́бок Косова з футбо́лу (алб. Kupa e Kosovës) — національний футбольний плей-оф турнір, в якому визначається володар кубка Республіки Косово.

## Історія
Проводиться з 1991 року у рамках турніру СР Югославії. У 1997—1999 роках турнір не проводився через косовську війну.
З 1999 року футбольний турнір відновлений під егідою місії ООН в Косово, проте лишився невизнаним УЄФА.
У травні 2016 року Футбольна федерація Косова була прийнята до УЄФА і з наступного сезону переможець турніру отримав право брати участь у Лізі Європи.

## Фінали турніру

### У межахСР Югославії
| Сезон   | Переможець                                   | Рахунок                                      | Фіналіст                                     |
| ------- | -------------------------------------------- | -------------------------------------------- | -------------------------------------------- |
| 1991-92 | «Трепча»                                     |                                              |                                              |
| 1992-93 | «Фламуртарі»                                 |                                              |                                              |
| 1993-94 | «Приштина»                                   |                                              |                                              |
| 1994-95 | «Лірія»                                      |                                              |                                              |
| 1995-96 | «Фламуртарі»                                 | 2-1                                          | «Дукаджині»                                  |
| 1996-97 | «2 Корріку» та «Дріта» (фінал не проводився) | «2 Корріку» та «Дріта» (фінал не проводився) | «2 Корріку» та «Дріта» (фінал не проводився) |
| 1997-98 | турнір не проводився                         | турнір не проводився                         | турнір не проводився                         |
| 1998-99 | турнір не проводився                         | турнір не проводився                         | турнір не проводився                         |

### Незалежний турнір
| Сезон   | Переможець        | Рахунок        | Фіналіст                 |
| ------- | ----------------- | -------------- | ------------------------ |
| 1999-00 | «Г'їлані»         |                | -                        |
| 2000-01 | «Дріта»           |                | -                        |
| 2001-02 | «Бесіана»         | 2-1            | «Г'їлані»                |
| 2002-03 | КЕК               | 3-1            | КФ «Приштина» (Приштина) |
| 2003-04 | «Косова Пріштіне» | 1-0            | «Беса»                   |
| 2004-05 | «Беса»            | 3-2            | КЕК                      |
| 2005-06 | «Приштина»        | 1-1 (5-4 пен.) | «Дреніца»                |
| 2006-07 | «Лірія»           | 0-0 (3-0 пен.) | «Фламуртарі»             |
| 2007-08 | «Веллажнімі»      | 2-0            | Трепча'89                |
| 2008-09 | «Хюсі»            | 2-1            | «Приштина»               |
| 2009-10 | «Лірія»           | 2-1            | «Веллажнімі»             |
| 2010-11 | «Беса»            | 2-1            | «Приштина»               |
| 2011-12 | Трепча'89         | 3-0            | «Феріжай»                |
| 2012-13 | «Приштина»        | 1-1 (4-3 пен.) | «Феріжай»                |
| 2013-14 | «Феронікелі»      | 2-1            | «Айвалія»                |
| 2014-15 | «Феронікелі»      | 1-1 (5-4 пен.) | Трепча'89                |
| 2015-16 | «Приштина»        | 2-1            | Дріта                    |
| 2016-17 | «Беса»            | 1:1 (пен. 4:2) | Ллапі                    |
| 2017-18 | «Приштина»        | 1:1 (пен. 5:4) | Веллажнімі               |
| 2018-19 | «Феронікелі»      | 5:1            | Трепча'89                |
| 2019-20 | «Приштина»        | 1:0            | Балкані                  |
| 2020-21 | «Ллапі»           | 1:1 (пен. 4:3) | Дукаджині                |
| 2021-22 | «Ллапі»           | 2:1            | Дріта                    |
| 2022-23 | «Приштина»        | 2:0            | Г'їлані                  |
| 2023-24 | «Балкані»         | 2:2 (пен. 4:2) | Приштина                 |
| 2024-25 | «Приштина»        | 1:0            | Ллапі                    |

## Переможці
| Клуб              | Перемог | Роки перемог                                   |
| ----------------- | ------- | ---------------------------------------------- |
| «Приштина»        | 8       | 1994, 2006, 2013, 2016, 2018, 2020, 2023, 2025 |
| «Лірія»           | 3       | 1995, 2007, 2010                               |
| «Беса»            | 3       | 2005, 2011, 2017                               |
| «Ллапі»           | 2       | 2021, 2022                                     |
| «Фламуртарі»      | 2       | 1993, 1996                                     |
| «Феронікелі»      | 3       | 2014, 2015, 2019                               |
| «Дріта»           | 1       | 2001                                           |
| «Веллажнімі»      | 1       | 2008                                           |
| «Трепча»          | 1       | 1992                                           |
| «2 Корріку»       | 1       | 1997                                           |
| «Г'їлані»         | 1       | 2000                                           |
| «Бесіана»         | 1       | 2002                                           |
| КЕК               | 1       | 2003                                           |
| «Косова Пріштіне» | 1       | 2004                                           |
| «Хюсі»            | 1       | 2009                                           |
| Трепча'89         | 1       | 2012                                           |
| «Балкані»         | 1       | 2024                                           |